# Dolf Schnebli
Adolf Hermann Josef Schnebli (* 27. Dezember 1928 in Baden; † 12. September 2009 in Zürich) war ein Schweizer Architekt und Hochschullehrer.

Ca. 1980

## Leben
Schnebli studierte von 1948 bis 1952 Architektur an der ETH Zürich. Nach Wanderjahren und Aufenthalten als Architekt in Paris, Zürich, Mülhausen, Venedig, New York, Boston, Agno und St. Louis kam er 1962 wieder nach Zürich.
1952 lernte er durch den Besuch der Sommerschule des Congrès International d’Architecture Moderne (CIAM) in Venedig die italienischen Architekten Ernesto Rogers, Franco Albini, Ignazio Gardella, Carlo Scarpa und Bruno Zevi kennen. An der Harvard Graduate School of Design studierte er bei Josep Lluís Sert und unterrichtete anschliessend zusammen mit Naum Gabo und Serge Chermayeff. Im Büro von Walter Gropius arbeitete er unter anderem mit den Harvard-Professoren Sigfried Giedion und Werner Max Moser zusammen. Durch die Möglichkeit eines Harvard-Reisestipendium beschäftigte er sich mit Stadtgründungen des Altertums und reiste deshalb 1956 auf dem Landweg von Venedig nach Indien. Im Büro von Otto Glaus bearbeitete er 1957 das Flughafenhotel «La Perla» in Agno.
1958 eröffnete Schnebli ein eigenes Atelier in Agno. Sein erstes grosses Bauwerk ist das Gymnasium in Locarno (Ginnasio cantonale); 1959 folgte das neue Gymnasium von Locarno, das zu einem Meisterwerk des Schweizer Schulhausbaus avancierte. Es folgten zahlreiche weitere Bauten, darunter viele Schul- und Universitätsbauten.
1965 übernahm er eine Gastdozentur in St. Louis, später in Boston und Berkeley und ab 1969 an der ETH Zürich. Schnebli erhielt 1971 einen Ruf an die ETH Zürich als Ordinarius für Architektur und Entwurf. Auf seine Initiative hin wurde Aldo Rossi 1972 Gastprofessor an der ETH Zürich. Zahlreiche, bekannte Architekten wie beispielsweise Mario Campi, Fabio Reinhart, Bruno Reichlin, Jacques Herzog, Pierre de Meuron, Marcel Meili, Ruggero Tropeano und Arthur Rüegg wurden von ihm ausgebildet. 1994 wurde er emeritiert.
Während seiner Tätigkeit als selbstständiger Architekt, u. a. mit Flora Ruchat-Roncati und ab 1997 mit Tobias Ammann und mit Sacha Menz als SAM Architekten entstanden Werke zeitgenössischer Architektur im In- und Ausland. Architektur und Städtebau der Schweiz sind wesentlich durch das Schaffen von Dolf Schnebli beeinflusst worden. Er galt als Exponent der neuen Tessiner Architektur.
Schnebli war Ehrenmitglied des Bundes Deutscher Architekten.

## Bauwerke

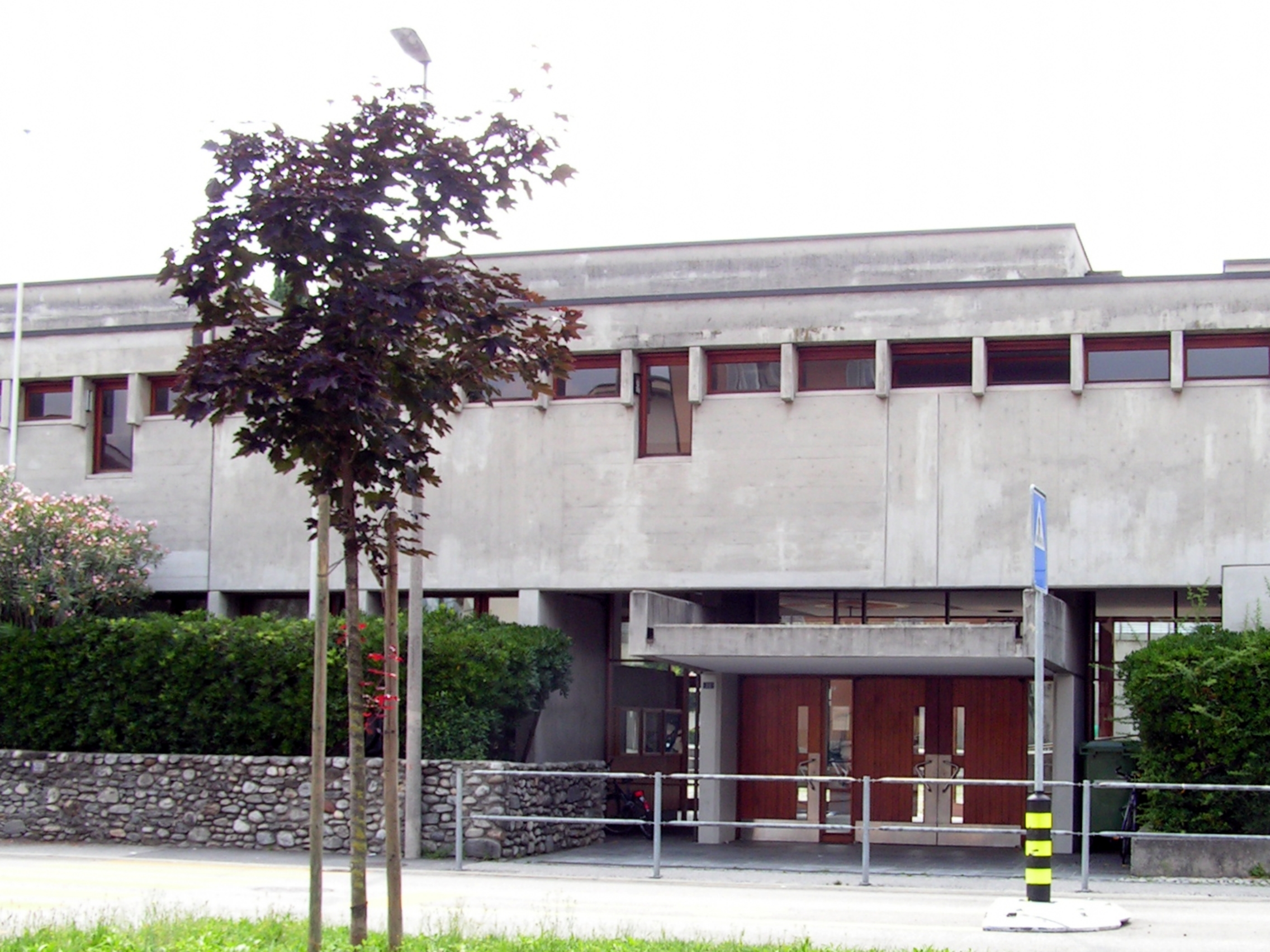
Scuola media di Locarno 1

- 1958: Umbau eines Wohnhauses in Agno
- 1959: Casa Castioli in Campione d’Italia
- 1960–1963: Scuola media di Locarno 1 mit Augusto und Alessandro Rima[2]
- 1963: Haus Lichtenhahn in Carabbia
- 1964: Haus Ledergerber in Seedorf
- 1965: Case Sociali, Sozialer Wohnungsbau in Lugano
- 1965: Gartenbad und Schule in Wohlen
- 1966: Schweizer Schule in Neapel
- 1966: Kindergarten in Bissone
- 1968: Casa Streiff in Minusio
- 1971: Law School and Social Science Center, Washington University in St. Louis
- 1977: Casa Wolk in Magliaso
- 1983–1986: Wohnüberbauung Im Büel mit Werner Egli, Hans Rohr und Tobias Ammann[3]
- 1983–1987: Zentrum und Schulhaus in Ruopigen
- 1984–1986: Villa Meyer in Zürich
- 1994–1996: Villa Jamileh Weber in Zürich
- 1991: Schule Kappelerhof in Baden
- 1991: Haus Wüstholz in Uster
- 1991: Casa Meyer in Tegna
- 1994–1996: Wohnbauten Südstrasse in Zürich
- 1987–1990: Wohn- und Geschäftshaus in Baden
- 1998–2000: Swiss Re / Credit Suisse in Zürich-Brunau
- 1998–2000: EPFL, Quartier Nord in Ecublens bei Lausanne

## Ehrungen
- Scuola Media di Locarno 1 ist Kulturgut von Locarno

## Akademische Mitarbeiter
- Mario Campi
- Arthur Rüegg
- Jacques Herzog
- Fabio Reinhart
- Ruggero Tropeano
- Marc Syfrig

## Ehemalige Mitarbeiter
- Fausto Chiaverio
- Isidor Ryser[2]

## Veröffentlichungen
- Dolf Schnebli, Architekt. Entwurfsunterricht an der Architekturabteilung. Lehrstuhl für Architektur und Entwurf 1971–84. GTA, Zürich 1984, ISBN 3-85676-021-0.
- Ein Jahr auf dem Landweg von Venedig nach Indien und zurück: Fotoskizzen einer langsamen Reise 1956. Niggli, Sulgen 2009, ISBN 978-3-7212-0700-2.